# شوان زونگ اول
امپراتور شوان زونگ اول(چینی: 唐玄宗؛ وید جایلز:Hsuan-tsung) یا امپراتور مینگ (چینی: 唐明皇؛ پین‌یین:Táng Míng Huáng) (زادهٔ ۸ سپتامبر ۶۸۵- مرگ ۳ مهٔ ۷۶۲) هفتمین امپراتور از دودمان تانگ بود که میان سال‌های ۷۱۲ تا ۷۵۶ میلادی بر چین پس از امپراتور رویزونگ فرمان‌می‌راند. او با ۴۴ سال فرمانروایی رکورددار زمان زمامداری در دودمان تانگ است.
او امپراتوری کوشا و هوشمند بود و در سایهٔ رایزنی‌هایش با وزیرانی توانا توانست چین را به اوج قدرت و فرهنگ در زمان خود برساند؛ ولی او گرفتار شورش ان لوشان شد، واقعه‌ای که مقدمات به سراشیبی فروافتادن دودمان تانگ را فراهم‌آورد که منجر به کنارگیری او از تخت فرمانروایی شد.

## ردپای خلافت عباسی
مردمان مسلمان نینگ‌شیا از فرزندان سربازان عباسیان شمرده می‌شوند که (در کمک به شوان زونگ) پس از بازپس‌گیری چانگ‌آن در این سرزمین ساکن شدند.

## قبل از تاجگذاری
لی لونگجی در سال ۶۸۵در پایتخت شرقی سلسله تانگ، لوئویانگ، در طول اولین سلطنت پدرش امپراتور رویزونگ (لی دان) به دنیا آمد اما در آن زمان، مادر امپراتور رویزونگ، ملکه بیوه وو (که بعداً به نام وو زتیان شناخته می‌شود) به عنوان نایب السلطنه امپراتوری کنترل گر واقعی قدرت بود. لی لونگجی سومین پسر امپراتور روئیزونگ بود و مادرش همسر صیغه ای امپراتور رویزونگ، همسرش دو، که از رتبه بالایی برخوردار بود. در سال ۶۸۷، به عنوان پسر امپراتور، او به عنوان شاهزاده چو انتخاب شد. گفته می‌شد که او در کودکی خوش تیپ بود و در موسیقی استعداد داشت. او دو برادر بزرگتر داشت - لی چنگچی، زاده همسر امپراتور رویزونگ، امپراتور لیو، و لی چنگی (李成義)، و همچنین سه برادر کوچکتر - لی لونگفان (李隆範)، لی لونگیه (李隆業)، و لی. لانگتی (李隆悌). او دو خواهر کامل کوچکتر داشت، پرنسس جین شیان (金仙公主) و پرنسس یوژن (玉真公主) که بعدها راهبه‌های تائوئیست شدند.